# 1848 en musique classique
| \| • Retour à la chronologie générale de la musique classique • \| |
| Grèce • Rome • Haut Moyen Âge • VIIIe siècle • IXe siècle • Xe siècle • XIe siècle XIIe siècle • XIIIe siècle • XIVe siècle • XVe siècle • XVIe siècle • XVIIe siècle XVIIIe siècle • XIXe siècle • XXe siècle • XXIe siècle |
| • Retour à la chronologie générale de la musique classique • |

| Années en musique classique : 1845 - 1846 - 1847 - 1848 - 1849 - 1850 - 1851    |
| Décennies en musique classique : 1810 - 1820 - 1830 - 1840 - 1850 - 1860 - 1870 |

## Événements
- février : Franz Liszt s'installe à Weimar où il prend sa charge de maître de chapelle nommé par le Grand Duc.
- 16 février : Frédéric Chopin donne son dernier concert à Pleyel.
- 25 octobre : Il corsaro, melodramma tragico de Giuseppe Verdi, créé au Teatro Grande de Trieste.
- 4 novembre : le Quatuor op. 80 en fa mineur de Felix Mendelssohn, créé à Leipzig, avec Joseph Joachim au violon.
- 30 novembre : Poliuto de Gaetano Donizetti, créé au Teatro San Carlo de Naples, dix ans après son interdiction par la censure napolitaine et quelques mois après la mort du compositeur.

Date indéterminée
- la Marche de Radetzky est composée par Johann Strauss père.
- Richard Wagner commence à écrire les premières ébauches des livrets de Der Ring des Nibelungen.

## Prix
- Jules Duprato remporte le premier et Auguste Bazille le deuxième Grand Prix de Rome.

## Naissances

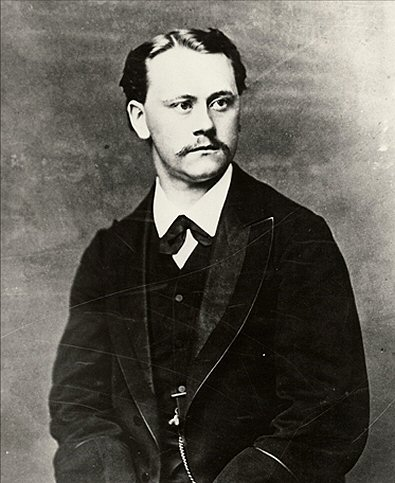
Henri Duparc

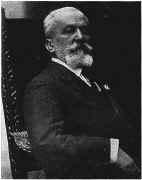
Luigi Mancinelli

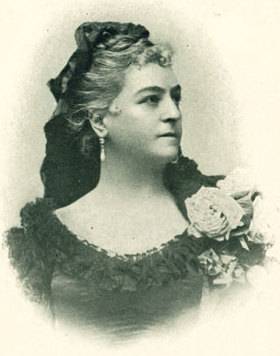
Lilli Lehmann

- 6 janvier : Teobaldo Power, pianiste et compositeur espagnol († 6 mai 1884).
- 13 janvier : Richard Eilenberg, compositeur allemand († 5 décembre 1927).
- 21 janvier : Henri Duparc, compositeur français († 12 février 1933).
- 5 février : Luigi Mancinelli, chef d'orchestre, violoncelliste et compositeur italien († 2 février 1921).
- 27 février : Hubert Parry, compositeur anglais († 7 octobre 1918).
- 28 avril : Ludvig Schytte, pianiste et compositeur danois († 10 novembre 1909).
- 22 mai : Louise Filliaux-Tiger, pianiste, compositrice et pédagogue française († 28 novembre 1916).
- 24 mai : Florence Everilda Goodeve, compositrice anglaise († 15 janvier 1916).
- 1er juin : Otto Malling, compositeur et organiste danois († 5 octobre 1915).
- 12 juin : Fritz Seitz, compositeur, violoniste et chef d'orchestre allemand († 22 mai 1918).
- 14 juin : Max Erdmannsdörfer, chef d'orchestre allemand († 14 février 1905).
- 17 juin : Victor Maurel, baryton français († 22 octobre 1923).
- 25 juin : Paul Puget, compositeur français († 15 mars 1917).
- 16 juillet : Henri Viotta, compositeur, chef d'orchestre et critique musical néerlandais († 18 février 1933).
- 22 juillet : Lucien Fugère, chanteur d'opéra, voix de Basse, français († 15 janvier 1935).
- 31 juillet : Robert Planquette, compositeur français († 28 janvier 1903).
- 1er août :
  - Pedro Gailhard, artiste lyrique et directeur de théâtre français († 12 octobre 1918).
  - František Kmoch, compositeur de marches et chef d'orchestre tchèque († 30 avril 1912).
- 5 août : René Lenormand, compositeur français († 3 décembre 1932).
- 24 août : Julian Egerton, clarinettiste classique britannique († 22 janvier 1945).
- 15 septembre : Wilhelm Fitzenhagen, compositeur, violoncelliste et professeur allemand († 14 février 1890).
- 8 octobre : Pierre Degeyter, ouvrier et musicien belge célèbre pour avoir composé la musique de L'Internationale († 26 septembre 1932).
- 10 octobre : Michel Félix Dieu, chanteur d’opéra († 22 avril 1878).
- 19 octobre : Merri Franquin, trompettiste français († 1934).
- 21 octobre : Julian Sturgis, écrivain, poète, librettiste américain puis britannique († 13 avril 1904).
- 15 novembre : Charles de Sivry, compositeur et chef d'orchestre français († 16 janvier 1900).
- 24 novembre : Lilli Lehmann, soprano allemande († 17 mai 1929).
- 30 décembre : Annie Fortescue Harrison, compositrice anglaise de chansons et de morceaux de piano († 21 février 1944).
- 31 décembre : Virginia Naumann-Gungl, soprano allemande († 28 août 1915).

Date indéterminée
- Manuel Giró i Ribé, compositeur et organiste catalan († 22 décembre 1916).

## Décès

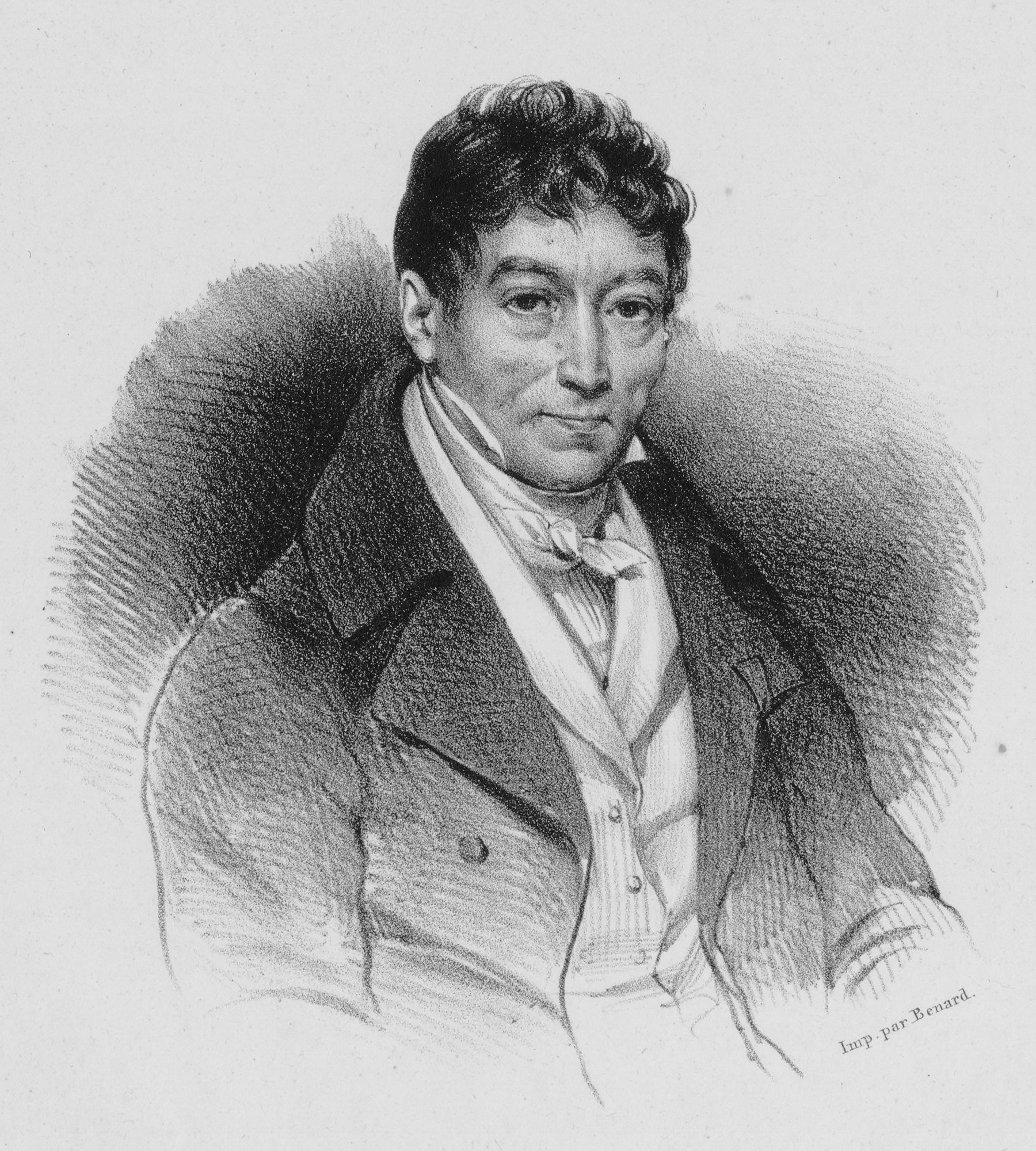
Jean-Louis Adam

- 4 janvier : Louis Massonneau, compositeur, violoniste et chef d'orchestre allemand (° 10 janvier 1766).
- 5 janvier : Ferdinando Orlandi, compositeur italien (° 7 octobre 1774).
- 29 mars : Hugo Stähle, compositeur allemand (° 21 juin 1826).
- 8 avril :
  - Jean-Louis Adam, pianiste français (° 3 décembre 1758).
  - Gaetano Donizetti, compositeur italien (° 29 novembre 1797).
- 16 avril : Charles Laffillé, compositeur, éditeur de musique, poète et directeur de théâtre français (° 30 septembre 1771).
- 24 avril : François Van Campenhout, chanteur d'opéra, violoniste, chef d'orchestre et compositeur (° 5 février 1779).
- 5 août : Nicola Vaccai, compositeur italien  (° 15 mars 1790).
- 22 août : Joseph Ghys, violoniste et compositeur belge (° 1801).
- 1er septembre : Johann Benjamin Gross, violoncelliste et compositeur allemand (° 12 septembre 1809).